# Thraupis episcopus
Thraupis episcopus là một loài chim trong họ Thraupidae.